# Indice di sviluppo umano (Rapporto 2005)

## Rapporto 2005 (dati 2003)
Il rapporto sullo sviluppo umano del 2005 che, in generale l'Indice di sviluppo umano sta migliorando per la maggior parte dei Paesi del mondo, con due evidenti eccezioni: l'Africa sub-sahariana e gli stati post-sovietici, entrambi riportanti un forte declino. Attualmente l'HIV/AIDS rappresenta la principale causa di declino per il gruppo dei Paesi a maggiore sviluppo umano, mentre la difficoltà di accesso all'istruzione, i problemi economici e l'elevata mortalità rappresentano i principali problemi per i Paesi del secondo gruppo.
Si evidenzia che i primi dieci Paesi sono presenti principalmente in Europa, Nord America e Oceania, mentre tutti i Paesi con un basso indice di sviluppo umano, a parte due, sono presenti in Africa. È da sottolineare comunque che non tutti i Paesi membri delle Nazioni unite hanno potuto o voluto fornire i dati necessari alla classifica. È evidente la mancanza dell'Afghanistan, dell'Iraq, della Liberia, della Corea del nord, del Montenegro, della Serbia e della Somalia. Finché questi Paesi non riporteranno i dati necessari alla classifica verranno considerati a medio o basso indice di sviluppo.
Viene qui riportata la classifica dei primi 58 Paesi ad alto indice di sviluppo umano:
| 1. Norvegia (=) 2. Islanda (=) 3. Australia (=) 4. Irlanda (↑ 4) 5. Svezia (↑ 1) 6. Canada (↓ 1) 7. Giappone (↑ 4) 8. Stati Uniti (↑ 2) 9. Svizzera (↓ 2) 10. Paesi Bassi (↑ 2) 11. Finlandia (↑ 2) 12. Lussemburgo (↓ 8) 13. Belgio (↓ 4) 14. Austria (↑ 3) 15. Danimarca (↓ 1) 16. Francia (=) 17. Italia (↑ 1) 18. Regno Unito (↓ 3) 19. Spagna (↑ 1) | 1. Nuova Zelanda (↓ 1) 2. Germania (↓ 1) 3. Hong Kong (=) 4. Israele (=) 5. Grecia (=) 6. Singapore (=) 7. Corea del Sud (↑ 2) 8. Slovenia (↓ 1) 9. Portogallo (↓ 1) 10. Cipro (=) 11. Rep. Ceca (↑ 1) 12. Barbados (↓ 1) 13. Malta (=) 14. Kuwait (↑ 11) 15. Brunei (↓ 1) 16. Ungheria (=) 17. Argentina (↓ 2) 18. Polonia (↓ 1) 19. Cile (↓ 1) | 1. Bahrein (↑ 5) 2. Estonia (↓ 2) 3. Lituania (↓ 1) 4. Slovacchia (↑ 1) 5. Uruguay (↑ 3) 6. Croazia (↑ 1) 7. Lettonia (↑ 5) 8. Qatar (↓ 5) 9. Seychelles (↑ 4) 10. Costa Rica (↓ 1) 11. Emirati Arabi Uniti (↓ 8) 12. Cuba (↑ 2) 13. Saint Kitts e Nevis (↓ 2) 14. Bahamas (↓ 2) 15. Messico (=) 16. Bulgaria (↑ 1) 17. Tonga (↓ 2) 18. Oman (\) 19. Trinidad e Tobago (=) 20. Panama (↓ 2) |

### Ultimi dieci Paesi
1. Mozambico (=)
2. Burundi (=)
3. Etiopia (=)
4. Ciad (↑ 2)
5. Rep. Centrafricana (↓ 1)
6. Guinea-Bissau (↓ 1)
7. Burkina Faso (↑ 1)
8. Mali (↓ 1)
9. Sierra Leone (=)
10. Niger (=)

### I 3 migliori/peggiori Paesi di ogni continente
| Africa 51. Seychelles (↓ 16) 58. Libia (=) 65. Mauritius (↓ 1) ... 175. Burkina Faso (=) 176. Sierra Leone (↑ 1) 177. Niger (↓ 1) | Asia 11. Giappone (↓ 2) 22. Hong Kong, RAS (Cina) (↑ 1) 23. Israele (↓ 1) ... 138. Nepal (↓ 1) 140. Timor Est (↑ 18) 151. Yemen (↓ 2) | Europa 1. Norvegia 2. Islanda 4. Irlanda ... 97. Georgia 99. Azerbaigian 114. Moldavia                 |
| Nord America 6. Canada 8. Stati Uniti 31. Barbados ... 117. Honduras 118. Guatemala 154. Haiti                                    | Oceania 3. Australia (=) 20. Nuova Zelanda 55. Tonga ... 119. Vanuatu 128. Isole Salomone 139. Papua Nuova Guinea                     | Sud America 36. Argentina (=) 38. Cile (↑ 6) 43. Uruguay (=) ... 91. Paraguay 103. Guyana 115. Bolivia |

## Paesi non presenti nella classifica
I seguenti Paesi non sono presenti nella classifica 2005 dell'Indice di sviluppo umano.
| Africa - Liberia - Somalia | Americhe - Porto Rico | Asia - Afghanistan - Corea del Nord - Iraq - Taiwan * | Europa - Andorra - Liechtenstein - Monaco - Montenegro - San Marino - Città del Vaticano - Serbia | Oceania - Kiribati - Isole Marshall - Micronesia - Nauru - Palau - Tuvalu |

* L'ISU di Taiwan è stato calcolato in 0.910 nel 2003 basandosi sui seguenti dati: Aspettativa di Vita di 76.1 anni, Livello di Istruzione degli Adulti del 97.0%, Indice Lordo di Iscrizioni scolastiche del 97%, e Indice PIL di US$23,911. Se includiano Taiwan nella classifica ISU, essa raggiungerebbe il 25º posto: dietro la Grecia e davanti a Singapore.
 Archiviato il 23 luglio 2006 in Internet Archive.